# Иса Акушинский
Иса Акушинский (Акуша, Акуша-Дарго — сентябрь 1853; Меселдихор, ныне Белоканский район Азербайджана) — участник Кавказской войны в составе армии имама Шамиля, учёный. Кадий Цудахара.

## Биография
Родился в семье акушинского кадия Мухаммада.
После подавления восстания Акуша-Дарго в 1844 году в Акушу был назначен российским приставом майор Оленич, чтобы тот удерживал акушинцев от волнений. Спустя время майор начал настойчиво свататься к дочери кадия — сестре Исы. Несмотря на отказы майор продолжал упорно добиваться девушки, что вылилось в то, что Иса в феврале 1845 года убил Оленича. По сведениям французских консулов — майор был зарезан кадием, у которого нашли письмо, констатирующее его связи с Шамилем.
Иса со своим братом Абакаром-Хаджи ушли в Имамат к Шамилю.
Осенью 1846 года армия Шамиля занял Кутишу, Хаджи-Мурат занял село Уллу-ая. Захвачен был и Цудахар. Имам назначил в Цудахаре кадием Ису.

Иса умер в битве в крепости Чаре (Джаре) в сентябре 1853 года. Мухаммад-тахир ал-Карахи описывает битву следующим образом: 
«Когда умножились упрашивания мухаджиров Чара о том, чтобы имам выступил против находившейся в Чаре крепости, а эти мухаджиры говорили, что главы и знать того вилайета заключат с имамом соглашение о борьбе против русских и искоренении их из той крепости, то имам выступил с многочисленным войском, пушками со снаряжением и приставленными к ним солдатами в начале осени 1269 г. Когда войска спустились в Закаталы, против них вышли русские. Загорелась между двумя сторонами битва. Затем русские удалились. Там было убито много русских и отступников. Пали смертью праведников: юноша Курбан ал-Карати, знаменосец сына имама Гази Мухаммеда, ученый благочестивый Иса, сын кадия Акуши, и ряд других».
Русским войскам было нанесено сильное поражение.
Назир ад-Дургели также пишет: «Ученый, набожный Иса б. кади Акуша. Пал мучеником в области Джар в 1269 г.».
Похоронен в Гоцатле.